# Gastrostomobdellidae
Gastrostomobdellidae (Шлункороті п'явки) — родина п'явок підряду Erpobdelliformes ряду Безхоботні п'явки (Arhynchobdellida). Складається з 2 родів. Спочатку класифікувалася як підродина Gastrostomobdellinae в родині Cylicobdellidae. Лише з 2011 року виокремлено у самостійну родину.

## Опис
Загальна довжина представників цієї родини коливається від 7 до 11 см. Довга, м'язова, пряма і трубчаста глотка не має щелеп або зубчастих структур. Наділені гастропорами, які утворюють в глотці й тягнуться до шлунка. завдяки цьому п'явки можуть ковтати здобич.
Мають циліндричне тіло, чимось схожі на дощових хробаків. Шлунково-кишковий тракт трубчастий, пристосуванні до хижацького способу життя, не має сліпих кишок (caeca), за винятком пари дуже маленьких пісткаека в 19 соміті. Ці п'явки мають черевний отвір (шлунок) на животі, який відкривається з кишкового каналу в або поруч з клітелумом (своєрідного пояска) і чия функція ще не з'ясована. У них 16 пар нефридіїв. У самців атріум (репродуктивний апарат) нем'язистий, невеличкий. Кількість кілець між гонопорами (генитальними отворами) взалежності від виду коливається від 6 до 9. Має гастропоральний проток, що є допоміжним органом, через який проходить сперматофор під час спарювання.
Забарвлення яскраве з червонуватим відтінком.

## Спосіб життя
Зустрічаються як на суходолі, та й у воді. Воліють до вологих лісів. Це доволі активні хижаки, що живляться кільчастими хробаками, яких ковтають цілком.
Усіє гермафродитами. Наділені численними яєчка з простими сперматозоїдами. Клітелум утворює яєчний кокон слизу, в який самиця відкладе запліднені яйця.

## Розповсюдження
Поширено від Індії до Малайзії та Індонезії.

## Роди
- Kumabdella
- Gastrostomobdella